# Leofa mysorensis
Leofa mysorensis är en insektsart som beskrevs av William Lucas Distant 1918. Leofa mysorensis ingår i släktet Leofa och familjen dvärgstritar. Inga underarter finns listade i Catalogue of Life.